# Sparbarus japonicus
Sparbarus japonicus är en dagsländeart som först beskrevs av Gose 1980.  Sparbarus japonicus ingår i släktet Sparbarus och familjen slamdagsländor. Inga underarter finns listade i Catalogue of Life.